# Gaspare Grimaldi Bracelli
Gaspare Grimaldi Bracelli (* um 1477 in Genua; † 4. Juli 1552 ebendort) war der 56. Doge der Republik Genua.

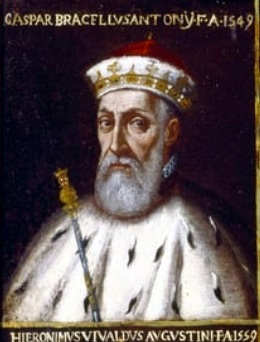
Doge Gaspare Grimaldi Bracelli

## Leben
Gaspare war Neffe des Literaturwissenschaftlers, Historikers und Diplomaten Giacomo Bracelli. Er schlug früh eine institutionelle Laufbahn ein und bekleidete verschiedene Ämter für den genuesischen Staat. Sein Name erscheint zusammen mit Battista Cicala unter den Diplomaten, die für den Empfang des Kaisers Karl V. auf dem Weg von Genua nach Lucca zum Treffen mit Papst Paul III. zuständig waren. In dieser Funktion wurde er zu einem der Padri del Comune ernannt und arbeitete daran, den Meeresboden des Genueser Hafens zu reinigen und die Abwässer zu kanalisieren. Am 4. Januar 1549 wurde er zum Dogen gewählt, dem elften in zweijähriger Folge und dem sechsundfünfzigsten in der Geschichte der Republik, ein Amt, das er bis zum 4. Januar 1551 innehatte.
Während seiner Amtszeit sah er sich mit mehreren internen Verschwörungen konfrontiert, die vor allem darauf abzielten, die bestehenden spanischen politischen Einflüsse Genuas auf Frankreich zu lenken, darunter eine von Marquis Giulio Cibo angeführte Verschwörung, die sofort vereitelt wurde. Stärker und gefährlicher für die Stabilität des Staates war hingegen der Volksaufstand einiger Bürger, der von fünf führenden genuesischen Adligen angefacht wurde und dessen politischer Führer in der Person von Domenico Imperiale Gioiardo erkannt wurde. Das Gericht verurteilte letztere zu einer Geldstrafe von 1.000 Goldscudi, während die anderen Adligen mit einer Geldstrafe von 200 Goldscudi, der Aufhebung aller adligen Vorteile und Privilegien und der Entfernung aus den Ländern der Republik und dem Ausland für zwei Jahre belegt wurden.
Als Doge unterzeichnete er auch den Verhaftungsbefehl für Giovanni Battista De Fornari, der bereits in den Jahren 1545–1547 Doge war, sowie für seinen Verwandten, der beschuldigt wurde, ein Verräter an der Republik zu sein. Während seiner Amtszeit erwirkte er im Einvernehmen mit Papst Julius III. die Einrichtung des Magistrats der Nonnen (Magistrato delle Monache).
Er starb am 4. Juli 1552 in Genua und wurde in der Kirche von San Francesco di Castelletto beigesetzt.